# 니시벳쇼역
니시벳쇼역(일본어: 西別所駅)은 일본 미에현 구와나시에 위치한 산기 철도 호쿠세이 선의 철도역이다. 단선 승강장 1면 1선의 구조를 갖춘 지상역이다.

## 이용 현황
| 연도 | 승차 인원 |
| ---- | --------- |
| 1997 | 237       |
| 1998 | 223       |
| 1999 | 207       |
| 2000 | 190       |
| 2001 | 168       |
| 2002 | 153       |
| 2003 | 200       |
| 2004 | 208       |
| 2005 | 200       |
| 2006 | 196       |
| 2007 | 196       |
| 2008 | 215       |
| 2009 | 222       |
| 2010 | 213       |
| 2011 | 225       |
| 2012 | 235       |
| 2013 | 244       |
| 2014 | 228       |
| 2015 | 245       |
| 2016 | 240       |

## 역 주변
- 구와나 니시벳쇼 우체국

## 역사
- 1914년 4월 5일 : 호쿠세이 철도의 역으로서 개업.
- 1934년 6월 27일 : 사명 변경에 의해 호쿠세이 전기 철도의 역이 됨.
- 1944년 2월 11일 : 회사 합병에 의해, 미에 교통의 역이 됨.
- 1964년 2월 1일 : 사업 양도에 의해 미에 전기 철도의 역이 됨.
- 1965년 4월 1일 : 긴키 닛폰 철도가 미에 전기 철도를 합병해 긴테쓰 호쿠세이 선의 역이 됨.
- 1977년 4월 20일 : 승강장을 아게키 방향으로 5m 연장.
- 1996년 4월 1일 : 무인화.
- 2003년 4월 1일 : 사업 양도에 의해, 산기 철도의 역이 됨.
- 2004년
  - 3월 25일 : 원래의 역사를 대신해서, 신 역사가 신설되어, 공용 개시됨. 동시에 역 앞에 정차 공간이 설치됨.
  - 3월 29일 : 미에현이 정한 '미에현 누구나 살기 좋은 복지 도시 조성 추진 요강' '미에현 배리어 프리 도시 조성 추진 조례' 정비 기준에 근거하고 있음을 나타내는 적합 교부 시설이 됨.
  - 11월 19일 : 역 동쪽에 무료 주차장이 설치됨.
- 2005년
  - 3월 26일 : 당 역 열차 교차 전용 신호기가 철거됨.
  - 7월 1일 : 역사 내에 자동 발권기 · 자동 정산기 · 자동 개찰기가 설치되어, 도인 역으로부터의 원격 제어에 의한 영업이 개시됨.
- 2009년 2월 : 역에 인접해서 설치되었던 니시벳쇼 변전소가 철거됨.

## 인접 역
| 산기 철도 호쿠세이 선    | 산기 철도 호쿠세이 선 | 산기 철도 호쿠세이 선 |
| ------------------------ | --------------------- | --------------------- |
| 우마미치 니시쿠와나 방면 | ■ 호쿠세이 선         | 렌게지 아게키 방면    |